# Arktisstation der Universität Kopenhagen
Koordinaten: 69° 15′ N, 53° 31′ W

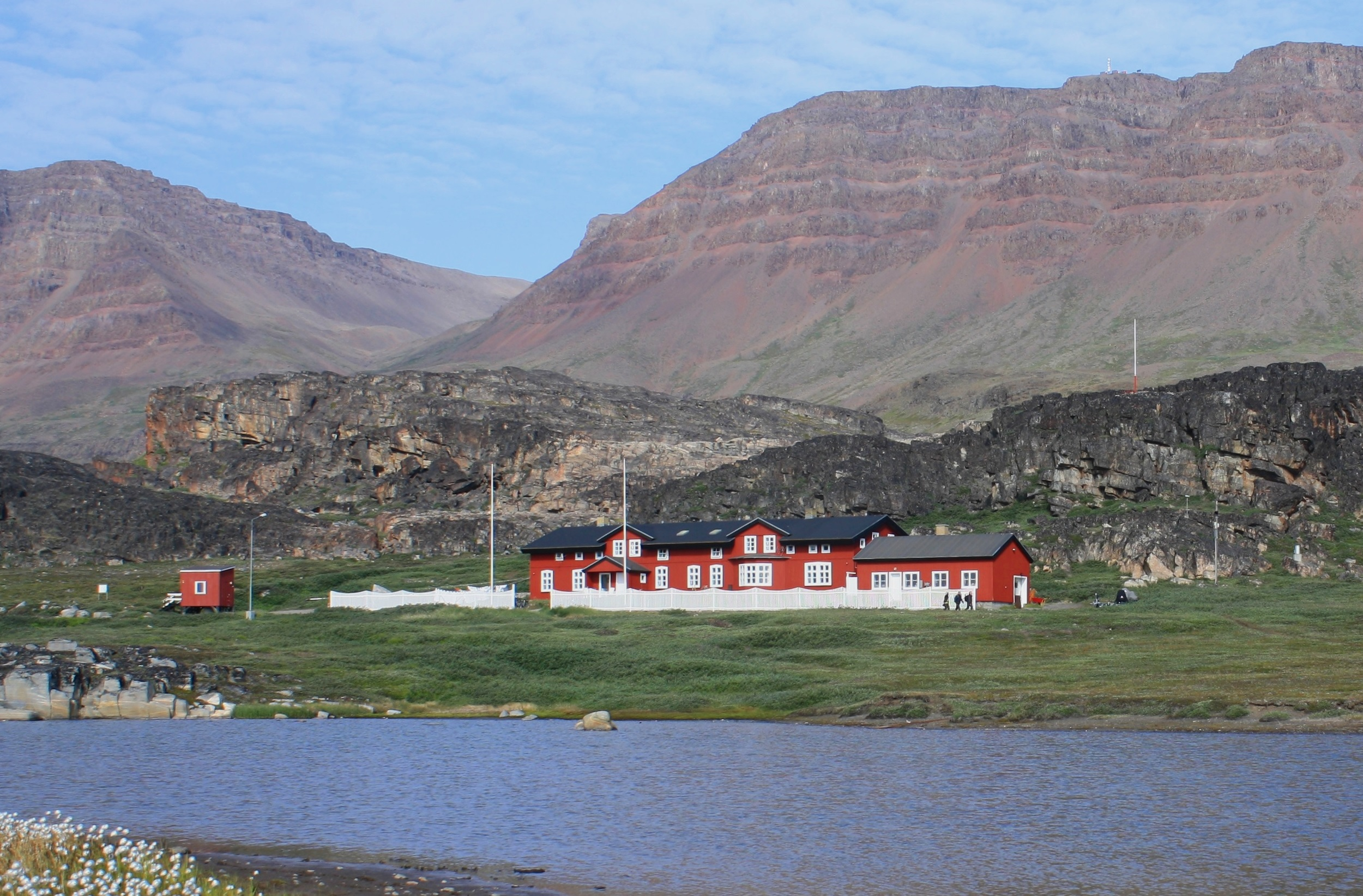
Die Arktisstation 2014

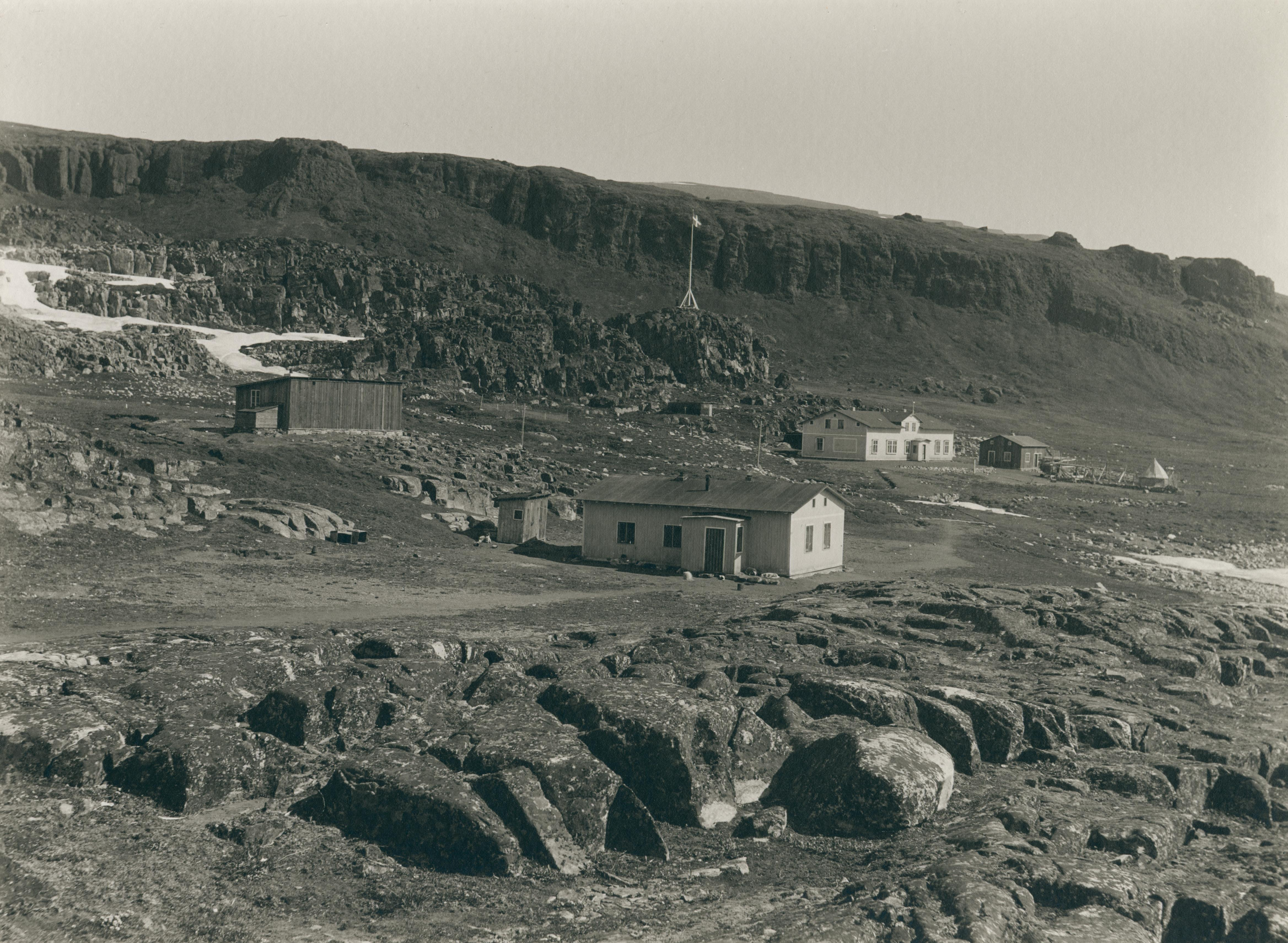
Historisches Foto aus dem ersten Jahrzehnt des 20. Jahrhunderts

Die Arktisstation der Universität Kopenhagen (dänisch Arktisk Station, grönländisch Angakkussarfik) ist eine wissenschaftliche Einrichtung in Qeqertarsuaq in Grönland.

## Lage
Die Station befindet sich in einem Naturschutzgebiet nahe der Südküste der Diskoinsel, gut 300 Meter nordöstlich des Ortsausgangs und etwa 1 Kilometer nordöstlich des Stadtzentrums von Qeqertarsuaq. Südlich liegt die kleine Lagune Angakkussarfiup Tasersua, auf deren Südseite der Heliport Qeqertarsuaq liegt. Hinter der Station steigt ein Kliff 600 m steil an. Etwa 850 m östlich mündet der Kuussuaq (Rødeelv), der sich aus den Abflüssen mehrerer Gletscher speist.

## Geschichte
Der dänische Botaniker Morten Pedersen Porsild hatte 1902 eine Expedition in die Diskobucht durchgeführt, bei der er den Bedarf für eine wissenschaftliche Station erkannt hatte. Er veröffentlichte seine Pläne erstmals 1903 und warb um finanzielle Mittel. Unterstützt wurde seine Idee auch von bedeutenden Polarforschern wie Knud Rasmussen, Fridtjof Nansen und Ludvig Mylius-Erichsen. Nach anfänglicher Ablehnung finanzierte der Politiker und Redakteur Andreas Holck 1906 die Errichtung der Station mit 35.000 Kronen, während der dänische Staat sich bereiterklärte, den Betrieb mit 10.000 Kronen jährlich zu finanzieren. Ab 1906 lebte Morten P. Porsild in Qeqertarsuaq, um die Station zu leiten. 1920 wurde das Haupthaus nach Osten erweitert und um eine Bibliothek und Laboratorien ergänzt. 1946 kehrte Porsild nach 40 Jahren nach Dänemark zurück, und Paul Gelting (1905–1964) übernahm die Leitung der Station. 1947/48 wurde ein neues Haus für den Stationsleiter errichtet. 1953 übernahm die Universität Kopenhagen die Station von Paul Gelting. 1955/56 kam ein weiteres Gebäude für die Werkstatt und Garage hinzu. Zehn Jahre später wurde die Bibliothek in ein neu errichtetes Nebengebäude verlegt. Bis 1978 konnte die Einrichtung ausschließlich von Biologen genutzt werden. Danach erweiterte sich ihre wissenschaftliche Ausrichtung, sodass sie sich auch für andere Naturwissenschaftler wie Geologen und Geographen öffnete. 1979/80 wurde das Hauptgebäude für etwa 5 Millionen DKK komplett renoviert, 1983 auch das Wohnhaus des wissenschaftlichen Leiters und 1985 die Werkstatt. Die Arktisstation ist heute die nördlichste Einrichtung der Universität Kopenhagen und eine von wenigen Forschungsstationen nördlich des Polarkreises, die ganzjährig besetzt ist.

## Organisation
Die Arktisstation wird von einem Gremium aus fünf Personen beaufsichtigt, das von der Naturwissenschaftlichen Fakultät der Universität Kopenhagen eingesetzt wird. Es besteht aus je einem Vertreter des Botanischen, Zoologischen, Geologischen und Geographischen Instituts sowie einem direkt von der Fakultät benannten Mitglied. Vor Ort gibt es drei feste Mitarbeiter: den wissenschaftlichen Leiter, den Verwalter und den Kapitän des Forschungsschiffs Porsild.

## Gebäude
Im Hauptgebäude der Arktisstation mit einer Fläche von 660 m² gibt es einen Vortragsraum, einen Aufenthaltsraum, eine Kantine und eine Küche. In den Schlafräumen können bis zu 26 Gäste untergebracht werden. Im Westteil des Hauses befinden sich die privaten Räume des Verwalters und seiner Familie (104 m²). Das Labor- und Bibliotheksgebäude besitzt auf zwei Etagen eine Fläche von 225 m². Die Bibliothek umfasst etwa 3000 Bücher und eine umfangreiche Sammlung von Zeitschriften mit polarem Bezug, insgesamt 6000 Werke. Dem wissenschaftlichen Leiter stehen Privaträume von 120 m² Fläche zuzüglich eines Kellers zur Verfügung. Es gibt eine Werkstatt mit Garage (70 m²) und einen Lagerschuppen (20 m²).

## Klima
Das an der Station herrschende arktische Meeresklima ist beeinflusst von der Baffin Bay. Es ist gekennzeichnet durch eine relativ hohe Niederschlagsmenge und große Temperaturschwankungen. Die mittlere Jahrestemperatur beträgt im Winter −16,0 °C und im Sommer 7,1 °C. Jährlich fallen im Mittel 585 mm Niederschlag, davon 42 % als Schnee. Der Wind kommt im Winter vorzugsweise aus Osten, beeinflusst durch kalte katabatische Winde vom grönländischen Eisschild, im Sommer dagegen meistens aus Westen, wo er milde maritime Luftmassen mitbringt.

## Forschung
Unter der Bezeichnung DiskoBasis wurde 2013 ein langfristiges Monitoring-Programm gestartet. DiskoBasis erweitert und ergänzt das seit einem Jahrhundert von der Station durchgeführte Monitoring des lokalen Ökosystems und wird vom dänischen Energieministerium finanziert.
Das vorrangige Ziel des Programms ist es, Langzeitdatenreihen der geophysikalischen und biologischen Verhältnisse der terrestrischen und maritimen Umgebung der Station zu sammeln. Damit ergänzt es die bereits bestehenden Monitoring-Programme in Nuuk und an der Forschungsstation Zackenberg in Nordostgrönland. DiskoBasis sammelt Daten zur Meteorologie, zum Kohlendioxidaustausch zwischen Land und Atmosphäre, zu Böden und Vegetation, zur Hydrologie und zum Sedimenttransport im Kuussuaq, zur Limnologie sowie zu Eigenschaften des Meerwassers.